# Sergio López Miró
Sergio López Miró (Barcellona, 15 agosto 1968) è un ex nuotatore spagnolo.
Specializzato nella rana ha vinto la medaglia di bronzo nei 200m rana alle Olimpiadi di Seoul 1988.

## Palmarès
- Olimpiadi

Seoul 1988: bronzo nei 200m rana.
- Europei

1991 - Atene: bronzo nei 200m rana.